# Gnaeus Octavius (Konsul 165 v. Chr.)
Gnaeus Octavius († 162 v. Chr. in Laodikeia in Syrien) war ein römischer Politiker des 2. Jahrhunderts v. Chr.
Der Sohn des gleichnamigen Prätors von 205 v. Chr. war 172 v. Chr. kurulischer Ädil und 169 Gesandter nach Griechenland. Außerdem wurde er in das Priesterkollegium der Decemviri Sacris Faciundis aufgenommen. Als Prätor kommandierte er im Jahr 168 v. Chr. Flotteneinheiten im Dritten Makedonischen Krieg und nahm den makedonischen König Perseus auf der Insel Samothrake gefangen. 167 blieb er zunächst noch als Proprätor im Osten und kehrte dann nach Rom zurück, um am 1. Dezember des Jahres einen Triumphzug (triumphus navalis) zu feiern. Als Monument seines Sieges erbaute er eine reich geschmückte Säulenhalle am Circus Flaminius (Porticus Octavia, nach den dort vielleicht zum ersten Mal in Rom verwendeten korinthischen Säulen auch porticus Corinthia genannt). 165 v. Chr. wurde er als erster seiner Familie, also als Homo novus, Konsul. Auf einer Gesandtschaft in den Osten des Mittelmeerraums wurde er 162 v. Chr. in Laodikeia in Syrien umgebracht.
Auch zahlreiche seiner Nachkommen erlangten das Konsulat, beginnend mit seinem gleichnamigen Sohn.